# Irena Strzemieczna

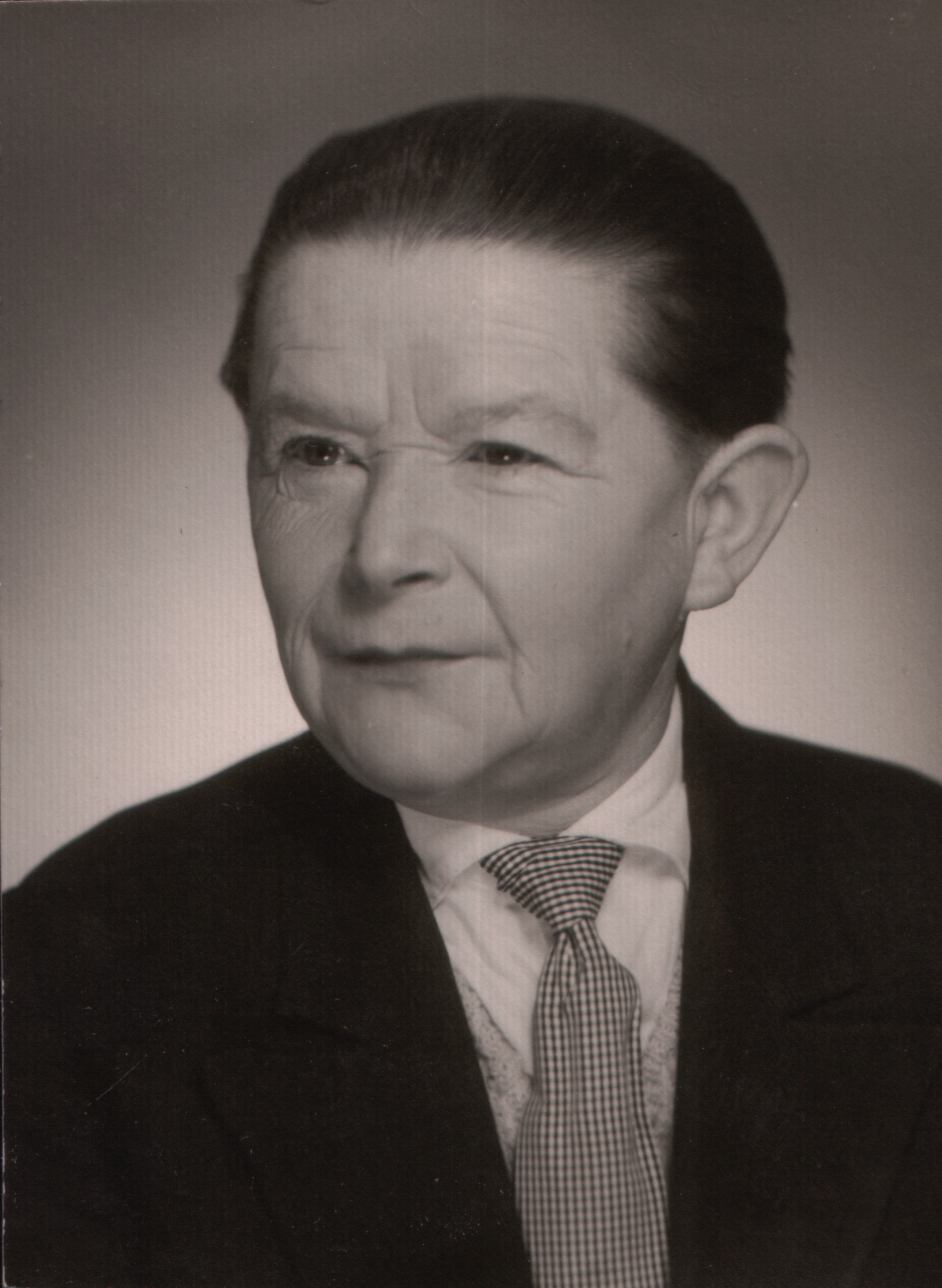
Bolesław Kamiński - aktor; Foto: Irena Strzemieczna

Irena Strzemieczna (ur. 1909, zm. 1993) – polska artystka fotograf. Członkini Okręgu Łódzkiego Związku Polskich Artystów Fotografików. Współtwórczyni i prezes Zarządu Delegatury ZPAF w Łodzi. Członkini Polskiego Towarzystwa Fotograficznego. Współzałożycielka oddziału łódzkiego PTF.

## Życiorys
Irena Strzemieczna związana z warszawskim środowiskiem fotograficznym, w latach 1939–1941 prowadziła własny zakład fotograficzny przy ulicy Chłodnej w Warszawie. Po zakończeniu II wojny światowej osiedliła się w Łodzi, gdzie aktywnie uczestniczyła w pracach łódzkiego środowiska fotograficznego. Prowadziła pracownię portretu fotograficznego przy ulicy Piotrkowskiej w Łodzi oraz zakład fotograficzny przy ulicy Narutowicza. 
Irena Strzemieczna wielokrotnie prezentowała swoje prace na ogólnopolskich wystawach fotograficznych (m.in. w Ogólnopolskiej Wystawie Nowoczesne Fotografiki w Warszawie – 1948, w cyklicznej Ogólnopolskiej Wystawie Fotografiki – 1959). Miejsce szczególne w jej twórczości zajmowała fotografia teatralna, w dużej części poświęcona fotografii portretowej ówczesnych artystów scen polskich oraz filmu. 
W 1950 roku została przyjęta w poczet członków rzeczywistych ówczesnego Polskiego Związku Artystów Fotografów (obecnie – od 1952 Związku Polskich Artystów Fotografików). W 1953 roku była inicjatorką powstania i współzałożycielką Delegatury ZPAF w Łodzi. Była równocześnie pierwszym prezesem Zarządu Delegatury w Łodzi. Była członkinią Polskiego Towarzystwa Fotograficznego. W 1952 roku współuczestniczyła w organizowaniu łódzkiego oddziału PTF, przekształconego w 1961 roku w Łódzkie Towarzystwo Fotograficzne, będące członkiem zbiorowym Federacji Amatorskich Stowarzyszeń Fotograficznych w Polsce. 
Prace Ireny Strzemiecznej znajdują się w zbiorach Muzeum Fotografii w Krakowie.